# Tatsuru Saito
Tatsuru Saito (8 de março de 2002) é um judoca japonês. Foi medalhista de prata nos Jogos Olímpicos de Verão de 2024, em Paris.
Obteve a medalha de prata no Campeonato Mundial de Judô realizado em Tashkent em 2022. Em 2018, ele conquistou o título mundial júnior em Nassau. Saito ganhou a medalha de ouro no Grand Slam Qazaqstan Barysy em 2024 e também no Grand Slam de Baku em 2021. Ele levou o ouro no IJF Masters em Jerusalém em 2022 e a medalha de bronze no mesmo evento em Budapeste em 2023. Saito assegurou a prata no Grand Slam de Antalya em 2024 e venceu o Pan American Open de 2024 em Lima. Nos Jogos Olímpicos de Paris 2024, ele terminou na quinta colocação.
Saito é filho do campeão olímpico Hitoshi Saito.